# سلطان‌آباد (کازرون)
سلطان‌آباد یا سلطان‌آباد کرونی روستایی در دهستان دریس بخش مرکزی شهرستان کازرون استان فارس ایران است.

## جمعیت
بر پایه سرشماری عمومی نفوس و مسکن در سال ۱۳۹۵ جمعیت این روستا ۲۲۲ نفر (۶۰خانوار) بوده‌است.